# Leo McCarey
Thomas Leo McCarey (Los Angeles, 3 de outubro de 1898 — Santa Mônica, 5 de julho de 1969) foi um realizador de cinema norte-americano.
Licenciado em direito, exerceu advocacia na sua juventude. No entanto, a falência do escritório em que trabalhava, fez com que se aproximasse do mundo do cinema. Pelo filme Going My Way foi premiado com o Oscar de Melhor História Original e de melhor diretor.

## Filmografia
| - Satan Never Sleeps (1962) - Rally 'Round the Flag, Boys! (1958) - An Affair to Remember (1957) - My Son John (1952) - You Can Change the World (1951) - Good Sam (1948) - The Bells Of St. Mary's (1945) - Going My Way (1944) - Once Upon a Honeymoon (1942) - Love Affair (1939) - The Awful Truth (1937) - Make Way for Tomorrow (1937) - The Milky Way (1936) - Ruggles of Red Gap (1935) - Belle of the Nineties (1934) - Six of a Kind (1934) - Duck Soup (1933) - The Kid from Spain (1932) - Indiscreet (1931) - Part Time Wife (1930) - Let's Go Native (1930) - Wild Company (1930) - Red Hot Rhythm (1929) - The Sophomore (1929) - Dad's Day (1929) - Madame Q (1929) - Hurdy Gurdy (1929/I) - The Unkissed Man (1929) - Big Business (1929) - Why Is a Plumber? (1929) - When Money Comes (1929) - Wrong Again (1929) - Liberty (1929) - Going Ga-ga (1929) - Freed 'em and Weep (1929) - We Faw Down (1928) - Feed 'em and Weep (1928) - Habeas Corpus (1928) - Do Gentlemen Snore? (1928) - That Night (1928) - Should Married Men Go Home? (1928) - Imagine My Embarrassment (1928) - Should Women Drive? (1928) - The Fight Pest (1928) - Tell It to the Judge (1928) - Blow by Blow (1928) - Came the Dawn (1928) - The Finishing Touch (1928) - The Family Group (1928) - Pass the Gravy (1928) - Flaming Fathers (1927) - Us (1927) - The Way of All Pants (1927) - Should Second Husbands Come First? (1927) | - What Every Iceman Knows (1927) - Sugar Daddies (1927) - Don't Tell Everything (1927) - Eve's Love Letters (1927) - Jewish Prudence (1927) - Why Girls Say No (1927) - Should Men Walk Home? (1927) - Be Your Age (1926) - Tell 'Em Nothing (1926) - Bromo and Juliet (1926) - Crazy Like a Fox (1926) - Mighty Like a Moose (1926) - Long Fliv the King (1926) - Mum's the Word (1926) - Dog Shy (1926) - Mama Behave (1926) - Charley My Boy (1926) - His Wooden Wedding (1925) - Hold Everything (1925) - The Uneasy Three (1925) - The Caretaker's Daughter (1925) - No Father to Guide Him (1925) - Innocent Husbands (1925) - Isn't Life Terrible? (1925) - What Price Goofy? (1925) - Looking for Sally (1925) - Big Red Riding Hood (1925) - Bad Boy (1925) - Is Marriage the Bunk? (1925) - Hard Boiled (1925) - Should Husbands Be Watched? (1925) - Plain and Fancy Girls (1925) - The Family Entrance (1925) - Fighting Fluid (1925) - Hello Baby! (1925) - The Rat's Knuckles (1925) - The Royal Razz (1924) - The Poor Fish (1924) - All Wet (1924) - Accidental Accidents (1924) - Bungalow Boobs (1924) - Too Many Mammas (1924) - Sittin' Pretty (1924) - Outdoor Pajamas (1924) - Why Men Work (1924) - Sweet Daddy (1924) - Seeing Nellie Home (1924) - A Ten-Minute Egg (1924) - Why Husbands Go Mad (1924) - Jeffries Jr. (1924) - Stolen Goods (1924) - Young Oldfield (1924) - Publicity Pays (1924) - Society Secrets (1921) |